# Paramystaria lata
Paramystaria lata är en spindelart som beskrevs av Lawrence 1927. Paramystaria lata ingår i släktet Paramystaria och familjen krabbspindlar.
Artens utbredningsområde är Namibia. Inga underarter finns listade i Catalogue of Life.